# Segretario alla Guerra degli Stati Uniti d'America
Il segretario alla guerra degli Stati Uniti d'America era il funzionario che stava al vertice del Dipartimento della guerra anch'esso abolito e rientrava fra i componenti del gabinetto del presidente, dall'amministrazione di George Washington nel 1789. Nel 1947, con l'approvazione del National Security Act del 1947, il segretario alla guerra fu sostituito dal segretario dell' Esercito e dal segretario dell' Aeronautica che insieme al segretario della Marina, sono stati dal 1949 subordinati del segretario alla difesa degli Stati Uniti. 

## Elenco
Partiti
  Nessun partito
  Federalista
  Democratico-Repubblicano
  Democratico
  Whig
  Repubblicano
| No. | Foto               | Nome                           | Stato di residenza   | Mandato           | Mandato           | Presidente | Presidente              |
| No. | Foto               | Nome                           | Stato di residenza   | Inizio            | Termine           | Presidente | Presidente              |
| --- | ------------------ | ------------------------------ | -------------------- | ----------------- | ----------------- | ---------- | ----------------------- |
| 1   |                    | Henry Knox                     | Massachusetts        | 12 settembre 1789 | 31 dicembre 1794  |            | George Washington       |
| 2   |                    | Timothy Pickering              | Pennsylvania         | 2 gennaio 1795    | 10 dicembre 1795  |            | George Washington       |
| 3   |                    | James McHenry                  | Maryland             | 27 gennaio 1796   | 1º giugno 1800    |            | George Washington       |
| 3   | John Adams         | James McHenry                  | Maryland             | 27 gennaio 1796   | 1º giugno 1800    |            |                         |
| 4   |                    | Samuel Dexter                  | Massachusetts        | 1º giugno 1800    | 31 gennaio 1801   |            |                         |
| 5   |                    | Henry Dearborn                 | Massachusetts        | 5 marzo 1801      | 4 marzo 1809      |            | Thomas Jefferson        |
| 6   |                    | William Eustis                 | Massachusetts        | 7 marzo 1809      | 13 gennaio 1813   |            | James Madison           |
| 7   |                    | John Armstrong, Jr.            | New York             | 13 gennaio 1813   | 27 settembre 1814 |            | James Madison           |
| 8   |                    | James Monroe                   | Virginia             | 27 settembre 1814 | 2 marzo 1815      |            | James Madison           |
| 9   |                    | William H. Crawford            | Georgia              | 1º agosto 1815    | 22 ottobre 1816   |            | James Madison           |
| 10  |                    | John C. Calhoun                | Carolina del Sud     | 8 ottobre 1817    | 4 marzo 1825      |            | James Monroe            |
| 11  |                    | James Barbour                  | Virginia             | 7 marzo 1825      | 23 maggio 1828    |            | John Quincy Adams       |
| 12  |                    | Peter Buell Porter             | New York             | 23 maggio 1828    | 4 marzo 1829      |            | John Quincy Adams       |
| 13  |                    | John H. Eaton                  | Tennessee            | 9 marzo 1829      | 18 giugno 1831    |            | Andrew Jackson          |
| 14  |                    | Lewis Cass                     | Ohio                 | 1º agosto 1831    | 5 ottobre 1836    |            | Andrew Jackson          |
| 15  |                    | Joel Roberts Poinsett          | Carolina del Sud     | 7 marzo 1837      | 4 marzo 1841      |            | Martin Van Buren        |
| 16  |                    | John Bell                      | Tennessee            | 5 marzo 1841      | 13 settembre 1841 |            | William Henry Harrison  |
| 16  | John Tyler         | John Bell                      | Tennessee            | 5 marzo 1841      | 13 settembre 1841 |            |                         |
| 17  |                    | John Canfield Spencer          | New York             | 12 ottobre 1841   | 4 marzo 1843      |            |                         |
| 18  |                    | James Madison Porter           | Pennsylvania         | 8 marzo 1843      | 14 febbraio 1844  |            |                         |
| 19  |                    | William Wilkins                | Pennsylvania         | 15 febbraio 1844  | 4 marzo 1845      |            |                         |
| 20  |                    | William Learned Marcy          | New York             | 6 marzo 1845      | 4 marzo 1849      |            | James K. Polk           |
| 21  |                    | George W. Crawford             | Georgia              | 8 marzo 1849      | 22 luglio 1850    |            | Zachary Taylor          |
| 22  |                    | Charles Magill Conrad          | Louisiana            | 15 agosto 1850    | 4 marzo 1853      |            | Millard Fillmore        |
| 23  |                    | Jefferson Davis                | Mississippi          | 7 marzo 1853      | 4 marzo 1857      |            | Franklin Pierce         |
| 24  |                    | John B. Floyd                  | Virginia             | 6 marzo 1857      | 29 dicembre 1860  |            | James Buchanan          |
| 25  |                    | Joseph Holt                    | Kentucky             | 18 gennaio 1861   | 4 marzo 1861      |            | James Buchanan          |
| 26  |                    | Simon Cameron                  | Pennsylvania         | 5 marzo 1861      | 14 gennaio 1862   |            | Abraham Lincoln         |
| 27  |                    | Edwin M. Stanton               | Pennsylvania         | 20 gennaio 1862   | 28 maggio 1868    |            | Abraham Lincoln         |
| 27  | Andrew Johnson     | Edwin M. Stanton               | Pennsylvania         | 20 gennaio 1862   | 28 maggio 1868    |            |                         |
| 28  |                    | John McAllister Schofield      | Illinois             | 1º giugno 1868    | 13 marzo 1869     |            |                         |
| 29  |                    | John Aaron Rawlins             | Illinois             | 13 marzo 1869     | 6 settembre 1869  |            | Ulysses S. Grant        |
| 30  |                    | William W. Belknap             | Iowa                 | 25 ottobre 1869   | 2 marzo 1876      |            | Ulysses S. Grant        |
| 31  |                    | Alphonso Taft                  | Ohio                 | 8 marzo 1876      | 22 maggio 1876    |            | Ulysses S. Grant        |
| 32  |                    | J. Donald Cameron              | Pennsylvania         | 22 maggio 1876    | 4 marzo 1877      |            | Ulysses S. Grant        |
| 33  |                    | George W. McCrary              | Iowa                 | 12 marzo 1877     | 10 dicembre 1879  |            | Rutherford B. Hayes     |
| 34  |                    | Alexander Ramsey               | Minnesota            | 10 dicembre 1879  | 4 marzo 1881      |            | Rutherford B. Hayes     |
| 35  |                    | Robert Todd Lincoln            | Illinois             | 5 marzo 1881      | 4 marzo 1885      |            | James A. Garfield       |
| 35  | Chester A. Arthur  | Robert Todd Lincoln            | Illinois             | 5 marzo 1881      | 4 marzo 1885      |            |                         |
| 36  |                    | William Crowninshield Endicott | Massachusetts        | 5 marzo 1885      | 4 marzo 1889      |            | Grover Cleveland        |
| 37  |                    | Redfield Proctor               | Vermont              | 5 marzo 1889      | 5 novembre 1891   |            | Benjamin Harrison       |
| 38  |                    | Stephen Benton Elkins          | Virginia Occidentale | 17 dicembre 1891  | 4 marzo 1893      |            | Benjamin Harrison       |
| 39  |                    | Daniel S. Lamont               | New York             | 5 marzo 1893      | 4 marzo 1897      |            | Grover Cleveland        |
| 40  |                    | Russell A. Alger               | Michigan             | 5 marzo 1897      | 1º agosto 1899    |            | William McKinley        |
| 41  |                    | Elihu Root                     | New York             | 1º agosto 1899    | 31 gennaio 1904   |            | William McKinley        |
| 41  | Theodore Roosevelt | Elihu Root                     | New York             | 1º agosto 1899    | 31 gennaio 1904   |            |                         |
| 42  |                    | William Howard Taft            | Ohio                 | 1º febbraio 1904  | 30 giugno 1908    |            |                         |
| 43  |                    | Luke Edward Wright             | Tennessee            | 1º luglio 1908    | 4 marzo 1909      |            |                         |
| 44  |                    | Jacob M. Dickinson             | Tennessee            | 12 marzo 1909     | 21 maggio 1911    |            | William Howard Taft     |
| 45  |                    | Henry L. Stimson               | New York             | 22 maggio 1911    | 4 marzo 1913      |            | William Howard Taft     |
| 46  |                    | Lindley Miller Garrison        | New Jersey           | 5 marzo 1913      | 10 febbraio 1916  |            | Woodrow Wilson          |
| 47  |                    | Newton D. Baker                | Ohio                 | 9 marzo 1916      | 4 marzo 1921      |            | Woodrow Wilson          |
| 48  |                    | John W. Weeks                  | Massachusetts        | 5 marzo 1921      | 13 ottobre 1925   |            | Warren Gamaliel Harding |
| 48  | Calvin Coolidge    | John W. Weeks                  | Massachusetts        | 5 marzo 1921      | 13 ottobre 1925   |            |                         |
| 49  |                    | Dwight F. Davis                | Missouri             | 14 ottobre 1925   | 4 marzo 1929      |            |                         |
| 50  |                    | James William Good             | Illinois             | 6 marzo 1929      | 18 novembre 1929  |            | Herbert Hoover          |
| 51  |                    | Patrick J. Hurley              | Oklahoma             | 9 dicembre 1929   | 4 marzo 1933      |            | Herbert Hoover          |
| 52  |                    | George Dern                    | Utah                 | 4 marzo 1933      | 27 agosto 1936    |            | Franklin D. Roosevelt   |
| 53  |                    | Harry Hines Woodring           | Kansas               | 25 settembre 1936 | 20 giugno 1940    |            | Franklin D. Roosevelt   |
| 54  |                    | Henry L. Stimson               | New York             | 10 luglio 1940    | 21 settembre 1945 |            | Franklin D. Roosevelt   |
| 54  | Harry S. Truman    | Henry L. Stimson               | New York             | 10 luglio 1940    | 21 settembre 1945 |            |                         |
| 55  |                    | Robert P. Patterson            | New York             | 27 settembre 1945 | 18 luglio 1947    |            |                         |
| 56  |                    | Kenneth C. Royall              | Carolina del Nord    | 19 luglio 1947    | 18 settembre 1947 |            |                         |